# Potryty
Potryty (deutsch Potritten) ist ein Ort in der polnischen Woiwodschaft Ermland-Masuren. Er gehört zur Gmina Jeziorany (Stadt-und-Land-Gemeinde Seeburg) im Powiat Olsztyński (Kreis Allenstein).

## Geographische Lage
Potryty liegt auf der Ostseite des Jezioro Blanki (deutsch Blankensee) unweit des Zuflusses der Symsarna (deutsch Simser) in den See. Bis zur früheren Kreisstadt Rößel (polnisch Reszel)  sind es 33 Kilometer in östlicher Richtung, bis zur heutigen Kreismetropole und auch Woiwodschaftshauptstadt Olsztyn (deutsch Allenstein) 27 Kilometer in südlicher Richtung.

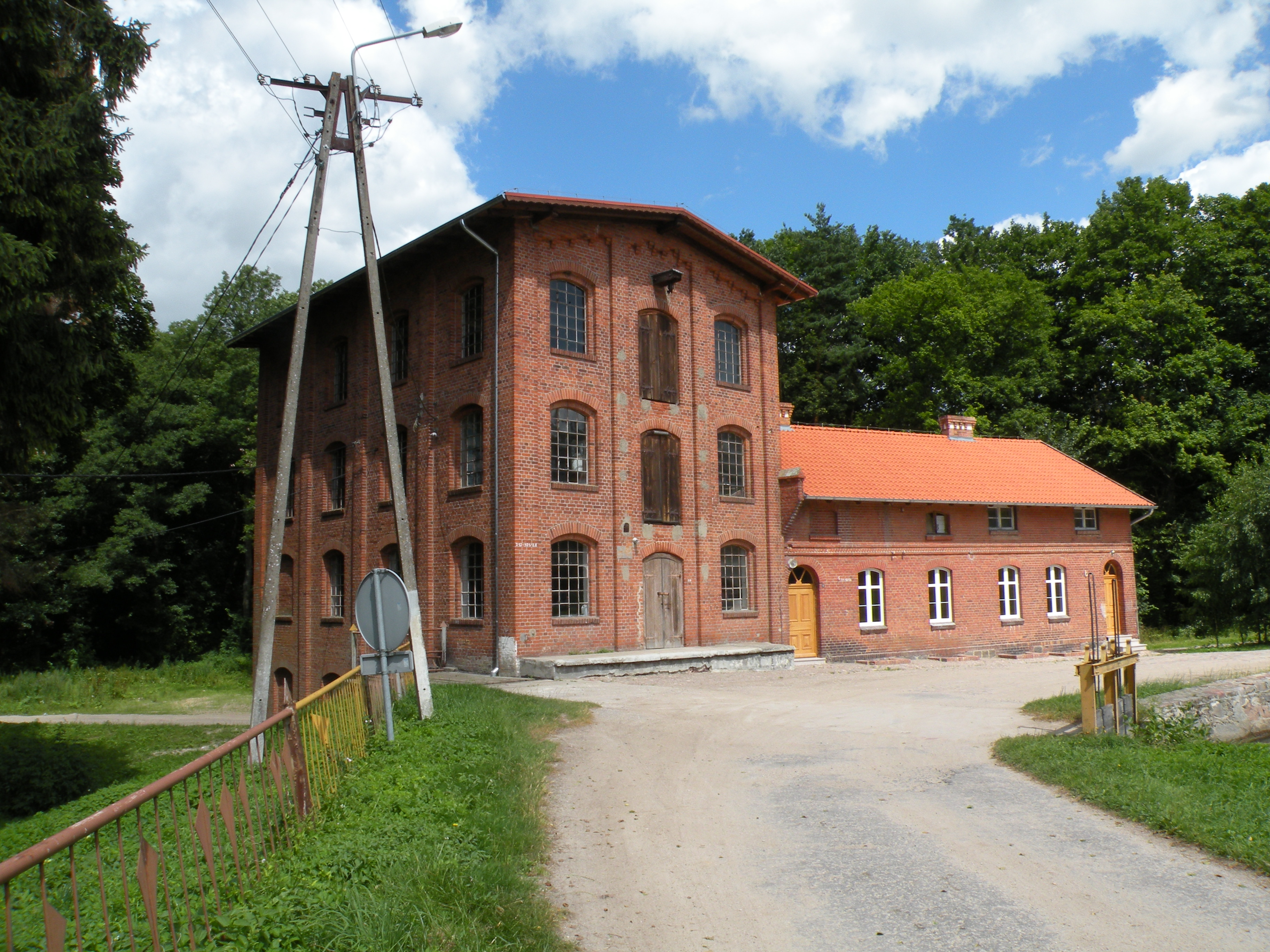
Altes Mühlengebäude in Potryty

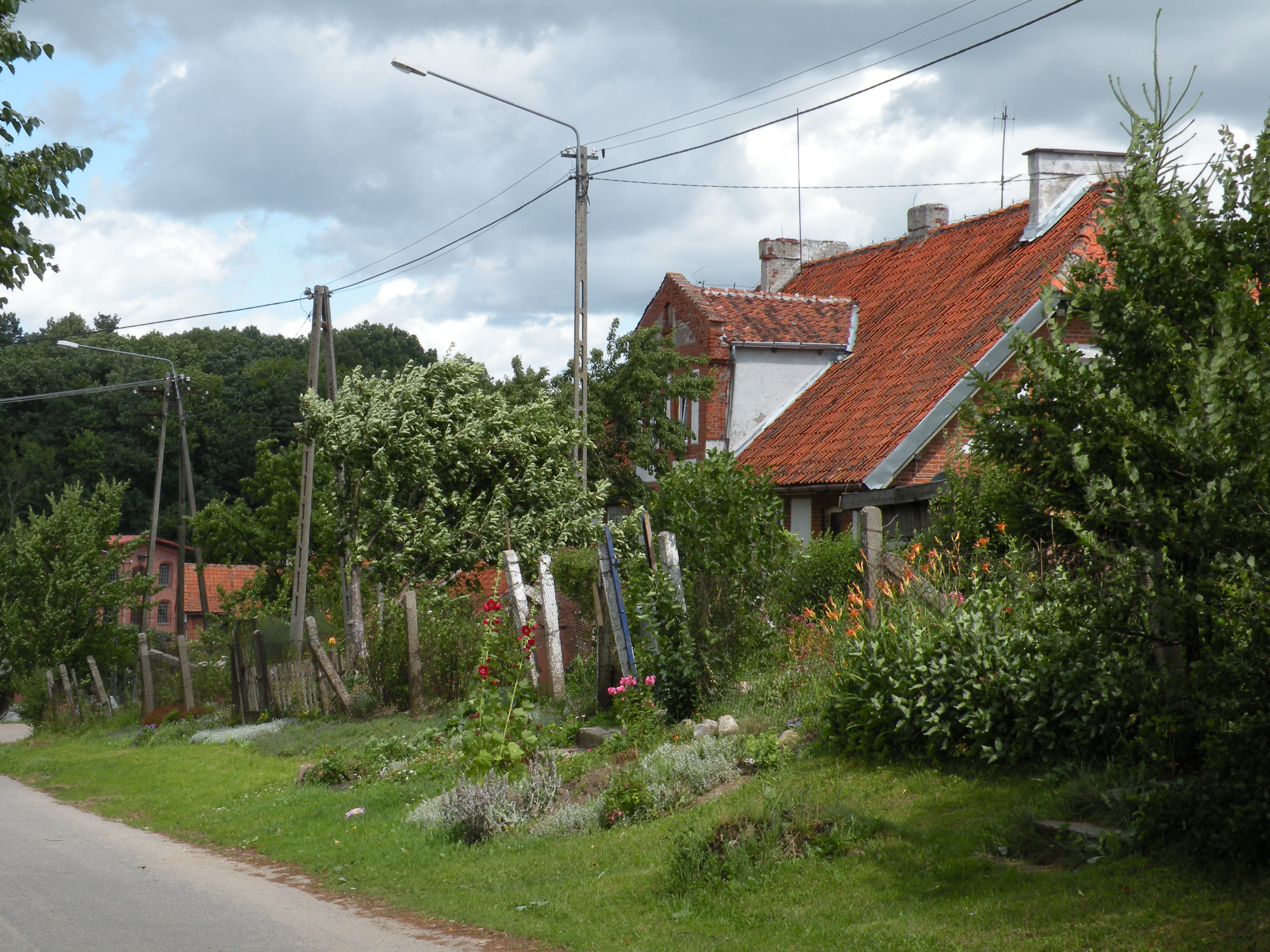
Anwesen

|  |

## Geschichte
Der vor 1785 Podnitten genannte kleine Gutsort wurde 1785 als adliges Gut und Bauerndorf mit 13 Feuerstellen erwähnt, 1820 als ebensolches mit 15 Feuerstellen bei 92 Einwohnern.
1874 kam der Potritten sowohl als Gutsbezirk als auch als Landgemeinde zum neu gebildeten Amtsbezirk Voigtshof (polnisch Wójtówko) im ostpreußischen Kreis Rößel.
Die Zahl der Einwohner Potrittens belief sich im Jahre 1885 auf 76, im Jahre 1910 auf 58 in der Landgemeinde und auf 103 im Gutsbezirk. Am 30. September 1928 gab Potritten seine Eigenständigkeit auf: Gutsbezirk und Landgemeinde  schlossen sich mit dem Nachbarort Walkeim (polnisch Wilkiejmy) zur neuen Landgemeinde Walkeim zusammen.
Als 1945 in Kriegsfolge das gesamte südliche Ostpreußen an Polen fiel,  erhielt Potritten die polnische Namensform „Potryty“. Heute ist der kleine Ort in die Stadt-und-Land-Gemeinde Jeziorna (Seeburg) im Powiat Olsztyński (Kreis Allenstein) eingegliedert, von 1975 bis 1998 der Woiwodschaft Olsztyn, seither der Woiwodschaft Ermland-Masuren zugehörig.

## Kirche

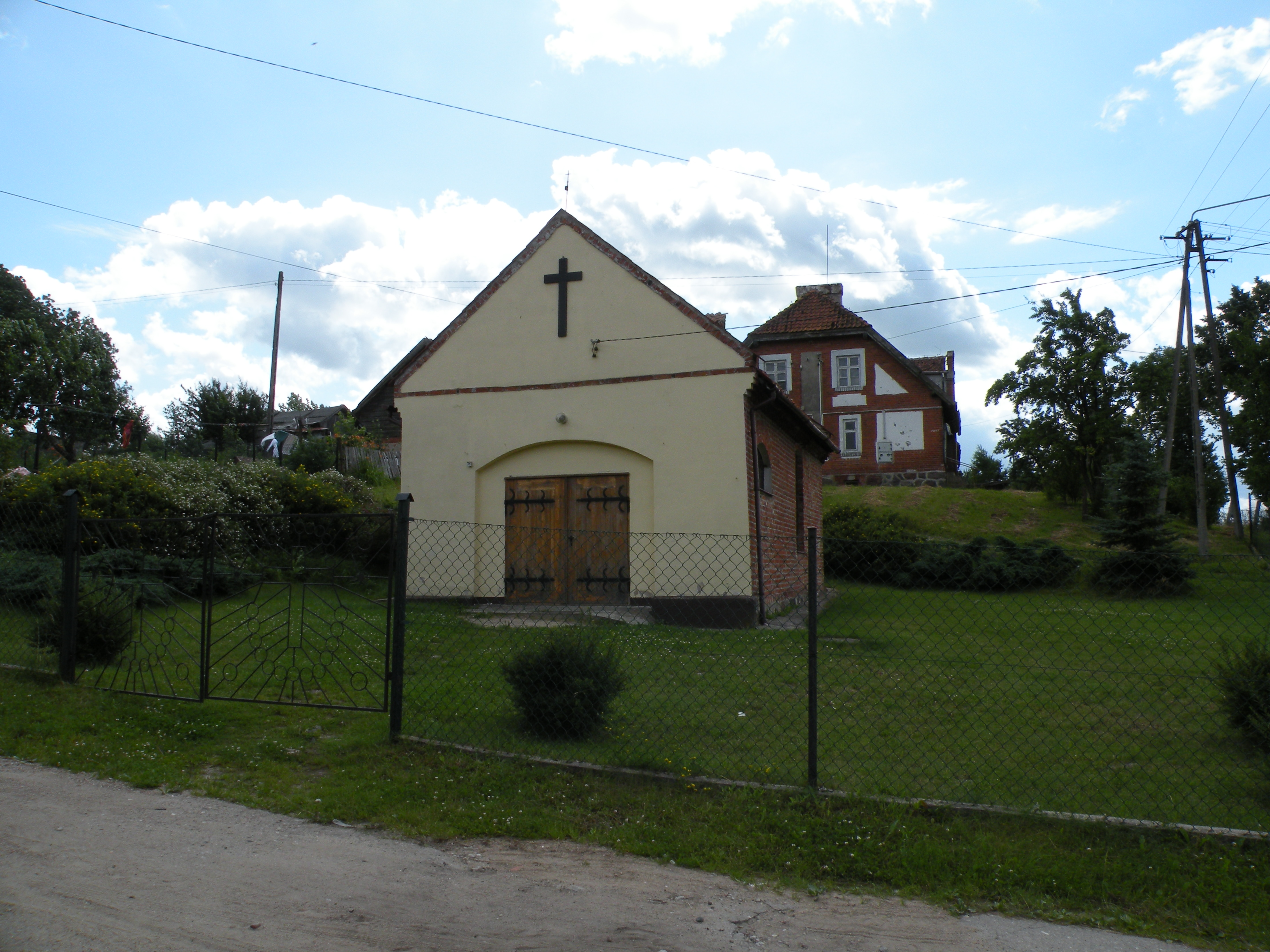
Kapelle in Potryty

### Römisch-katholisch
Bis 1945 war Potritten in die römisch-katholische Pfarrei St. Bartholomäus Seeburg (polnisch Jeziorany) im damaligen Bistum Ermland eingegliedert, und in die gleiche Pfarrei auch noch nach 1945, die jetzt allerdings zum Erzbistum Ermland gehört. In Potryty steht eine eigene Kapelle.

### Evangelisch
Auch evangelischerseits gehörte Potritten vor 1945 zur Stadtpfarrei Seeburg in der Kirchenprovinz Ostpreußen der Kirche der Altpreußischen Union. Heute ist das Dorf zur Christus-Erlöser-Kirche Olsztyn (Allenstein) ausgerichtet. Sie ist der Diözese Masuren der Evangelisch-Augsburgischen Kirche in Polen zugeordnet.

## Verkehr
Potryty ist über eine von Franknowo (Frankenau) über Modliny (Modlainen) kommende Nebenstraße mit Studnica (Schönborn) an der Woiwodschaftsstraße 593 verbunden. Eine Anbindung an den Bahnverkehr besteht nicht.